# Chattarki, Sindgi
Chattarki là một làng thuộc tehsil Sindgi, huyện Bijapur, bang Karnataka, Ấn Độ.